# Нагорний Лаврентій Федорович
Нагорний Лаврентій Федорович (17 серпня 1936, Висоцьк (сьогодні Дубровицький район, Рівненська область) — прожив 65 років, помер та похований в Одесі) — український поет, гуморист, прозаїк, журналіст, член Спілки письменників України. Працював у газеті «Поліський маяк» до 1970 року, друкувався у періодичній пресі Рівненщини та Одеси. Автор збірок «Усміхайтесь, люди» (1994), «Березові сережки» (1996), повість «Юрчуки» (1999) та інші.

## Життєпис

### Дитинство та юність
Лаврентій, як і всі члени його сім'ї, змушений був працювати. Вільного часу, як такого, у нього не було. За повсякденними турботами проходили один за другим дні, кожен з яких був подібний на попередній. Пізніми вечорами, коли уся родина лягала спати, юнак за давньою звичкою усамітнювався, схиляючись над столом: народжувалися рядки нового вірша.
Навчався Л. Нагорний у Висоцькій середній школі, де українську мову й літературу викладав поет — сатирик П. Х. Красюк. Саме в літературному гуртку, яким він керував, Лаврентій пізнав «ази» поезії.
У районній газеті «Прапор перемоги» надруковано перший вірш Л. Нагорного «В небі пливуть замріяно хмари…».
Пізніше його твори були опубліковані у Ровенській обласній газеті «Червоний прапор», в альманасі «Літературна Рівненщина».
Будучи студентом Житомирського сільськогосподарського інституту, а потім — Київського державного університету імені Т. Г. Шевченка, продовжував поетичну діяльність. У цьому для нього допомагали любов матері Теклі Дмитрівни і батька Федора Хомича, які знали, що батьківська любов потрібна для самоповаги дитини, добрих взаємин з іншими людьми, позитивних уявлень про самого себе.
Знали Текля Дмитрівна та Федір Хомич, що батьки повинні доповнювати одне одного, повинні вміти вислухати дитину і дати зрозуміти для дитини, що вона знає набагато більше, ніж уявляє сама. Усе це вони показували у своєму ставленні до дітей.
Л. Нагорний бачив у своєму батькові риси, які створюють стійкі цінності — честь, гордість сім'ї. Воля Федора Хомича стала силою, здатною дисциплінувати думки, почуття, пориви дітей. Він умів захистити дітей та дружину, оберігав їх. Адже обставини склалися так, що мати виховувала дітей, а батько допомагав їй у цьому.
Саме така довіра, взаєморозуміння допомогли Л. Ф. Нагорному вивести прості канони ставлення до батьків. На думку поета, шанувати батька і матір — означає поважати їх, бути з ними ввічливими, розмовляти спокійно, ніколи не вживати грубих чи непристойних слів; співчувати, коли батькам важко, допомагати в міру своїх сил; ніколи не засмучувати й не дратувати своєю негативною поведінкою; прагнути навчатися і працювати так, щоб батьки пишалися; шанувати працю батьків, берегти, не нищити того, що вони придбали; бути уважними до них; слухати їхні поради, повчання, настанови.
Праця Нагорного — поета відмічена орденом Пошани.

## Особисте життя
Першим коханням молодого Лаврентія Нагорного була Олена. Але відносини їхні не склалися.
Свою долю Лаврентій Нагорний пов'язав із Надією. У шлюбі мав двоє дітей.

## Творчість
Поетичні твори Л. Ф. Нагорного з'явилися в столичних виданнях, у колективних збірках. Особливої уваги заслуговує книга «Счастливого пути», вступне слово до якої написав М. Рильський.
Захоплення поезією придавало сили тоді, коли Л.Нагорний був студентом, коли працював у районних газетах, де виріс від інструктора до заступника редактора.
У 1970 році, уже «зрілим газетним вовком», член Спілки журналістів Л. Ф. Нагорний був направлений в Одесу, як людина, що гарно володіє українською мовою, для роботи в одеській обласній газеті «Чорноморська комуна». Потім він став інструктором обкому партії, працював у обласному управлінні статистики. Писав поетичні твори, прозу, перекладав з російської мови (видав збірку Івана Рядченка «Звернення громів» у своєму перекладі), видав декілька поетичних збірок лірики і гумору («Усміхайтесь, люди» (1994 р.), «У светлых начал» (1995 р.), «Березові сережки» (1996 р.) та повість «Юрчуки» (1999 р.).
Спілкувався із своїм односельцем, поетом — байкарем П. Х. Красюком, про що згадує у поезії «Землякам» з посвятою П. Х. Красюку:
```
Зізнаюсь, наше листування –
Потреба серця найсвята.
Щоразу з ніжним хвилюванням
Читаю кожного листа.
Мене він словом зігріває,
Своєю мудрістю п'янить,
Бо то є вісточка із краю,
Що душу ятрить і ріднить.
Чи винен я, що гірка доля
На щабелях юнацьких літ
Наперекір бажанню й волі
Закинула в неблизький світ?
Від хати рідної далеко,
Та з нею помисли мої.
Мені здається: я — лелека,
Що в теплі відлетів краї.
Отож турбот тягар відкину
І неодмінно повернусь,
Аби полегшити провину –
Батькам на цвинтарі вклонюсь…
Я з вами, рідні височани.
І, вірте, я не блудний син.
Я представник ваш досить знаний,
Досягший певних височин.

```

Лаврентій Нагорний — не просто поет за станом своєї душі, який любив людину більш, як самого себе. Це — великий гуморист.
Умів Лаврентій Нагорний посміятися над власними недоліками та вадами та вадами своїх земляків, пам'ятаючи слова Остапа Вишні: «… Що треба, щоб посміятися не з ворога, а з друга? Треба любити людину. Більше, ніж самого себе. Тоді тільки ти маєш право сміятися. І тоді людина разом з тобою буде сміятися… із себе, із своїх якихось хиб, недоліків… і т. д. І буде такий дружній, такий хороший сміх… Той сміх, що не ображає, а виліковує, виховує людину, підвищує…»
Засоби Нагорного — сатирика прості. Це свіжа, дотепна, багата мова.
У 1995 році вийшла наступна збірка поезії Лаврентія Федоровича «У светлых начал». Про що вона? Відповідь на це запитання дає сам автор у зверненні «К читателю».
Згадуючи рідний дім, перед очима поета поставало все те, що зв'язувало його з дитинством, юністю.
Л. Ф. Нагорний — великий гуморист, лірик, дитячий психолог, який умів побачити в дітях те, чого не помічали інші.

### Любовна лірика Нагорного
Любовна лірика Л. Нагорного стала продовженням і розвитком багатьох рис лицарської поезії, де було змальовано почуття і переживання героїв. Продовжуючи традиції середньовічної лицарської лірики, Нагорний зробив крок вперед: він створив свою інтимну лірику. Поет возвеличує у віршах даму, прекрасну, горду, зберігаючи при цьому образ реальної жінки. Але не це головне. Глибокий гуманізм Л. Нагорного, його уява про Людину, як про центр Всесвіту, дозволили для нього розкрити складність психології людини, внутрішній світ закоханого. Перебуваючи в полоні великого почуття, автор переживає і радіє, переходить від суму до надії. Він то усамітнюється, то боїться самотності. Саме почуття кохання здається Нагорному складним і суперечливим. Воно є одночасно джерелом радості і мук. Л.Нагорний зрозумів, що любов — це щастя та радість життя, які допомогли для нього відшліфувати його життєве кредо: Серед перших буть хотів завжди, Честі не ганьбив і цим пишався.
|        | Не боявся труднощів, біди: Хто не падав, той не піднімався. |
| — 1959 |                                                             |

У 1996 році з'являється чергова збірка лірики «Березові сережки», до якої ввійшли ліричні вірші різних років.

### Збірка «Юрчуки»
«…Любов і віра людства в добрий світ» допомогли Л.Нагорному створити чудову книгу «Юрчуки», яка вийшла у 1999 р. в Одесі у видавництві «Астропринт». Повість написана у вигляді своєрідної родинної хроніки Юрчуків. Наймолодший представник цієї родини стає журналістом, здобувши вищу освіту. А проте в глибині душі залишається селянським сином, «людиною від землі та плуга». Це допомагає йому бути справедливим навіть тоді, коли від журналіста вимагається не правдивості і справедливості, а «дотримання лінії партії». Оповідач поступово переходить від одного епізоду до іншого, показуючи народні характери. Автор робить спробу осмислити життя свого героя у невіддільності від долі народної і вимог часу. Він говорить про людські радощі і болі, як щось незвичайне. Характери своїх героїв творить кількома фразами.

### Збірки
1. «Усміхайтесь, люди» (1994)
2. «У светлых начал» (1995)
3. «Березові сережки» (1996)
4. Книга «Юрчуки» (1999)